# Rübezahl

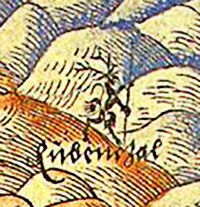
Rübezal, 1561

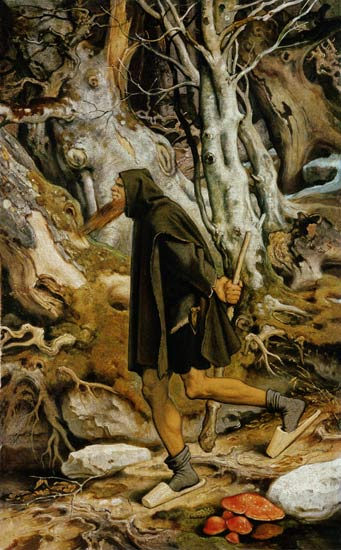
Rübezahl, Moritz von Schwind, 1859

Rübezahl (Tsjechisch: Krakonoš, Pools: Liczyrzepa) is de naam van de reus of berggeest waarnaar het Reuzengebergte is genoemd.
Volgens de verhalen is Rübezahl de eigenlijke heerser van het gebied dat het gebergte beslaat en zich in de Aarde uitstrekt tot het middelpunt. Hij is eeuwen oud en komt slechts af en toe uit zijn onderaardse vertrekken. Als hij dat doet kan hij iedere gedaante aannemen die hij wil.
Als hij op een dag een prinses ziet baden, wordt hij verliefd en ontvoert hij haar. Om haar gunstig te stemmen geeft hij haar een mand met rapen en de macht, om iedere raap die ze pakt om te toveren in wat of wie ze wil. Zo verdrijft zij haar eenzaamheid, terwijl de reus probeert haar gunst te winnen.
Een zomer en een winter gaan voorbij. Als het lente wordt, belooft de prinses, na lang aandringen, dat ze met de reus wil trouwen, maar dat ze vooral veel gasten op haar bruiloft wil hebben. Ze wil daarvoor een groot veld met rapen in bruiloftsgasten omtoveren. Maar ze wil wel precies weten hoeveel dat er zullen zijn, waarop de reus de rapen gaat tellen. Om zeker van zijn zaak te zijn, telt hij ze opnieuw, om er tot zijn schrik achter te komen dat de aantallen niet overeenkomen. Dus begint hij ze voor een derde maal te tellen. En een vierde en een vijfde maal... Ondertussen vergeet hij op de prinses te letten en zo kan ze vluchten.
De reus wordt dan door de mensen spottend "Rapenteller" genoemd, of op z'n Duits: "Rübezahl".

## Afbeeldingen

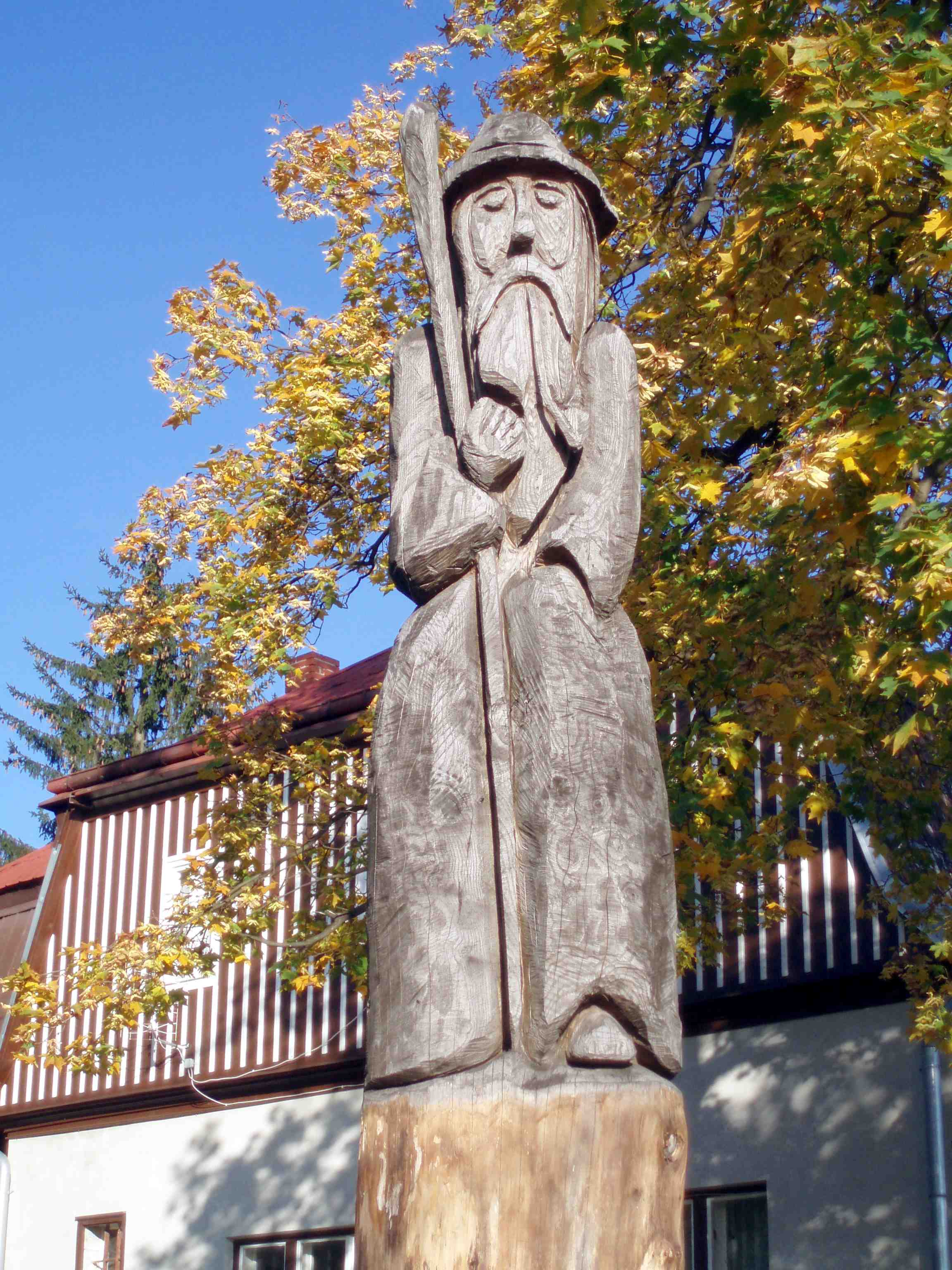
Rübezahl in het Reuzengebergte
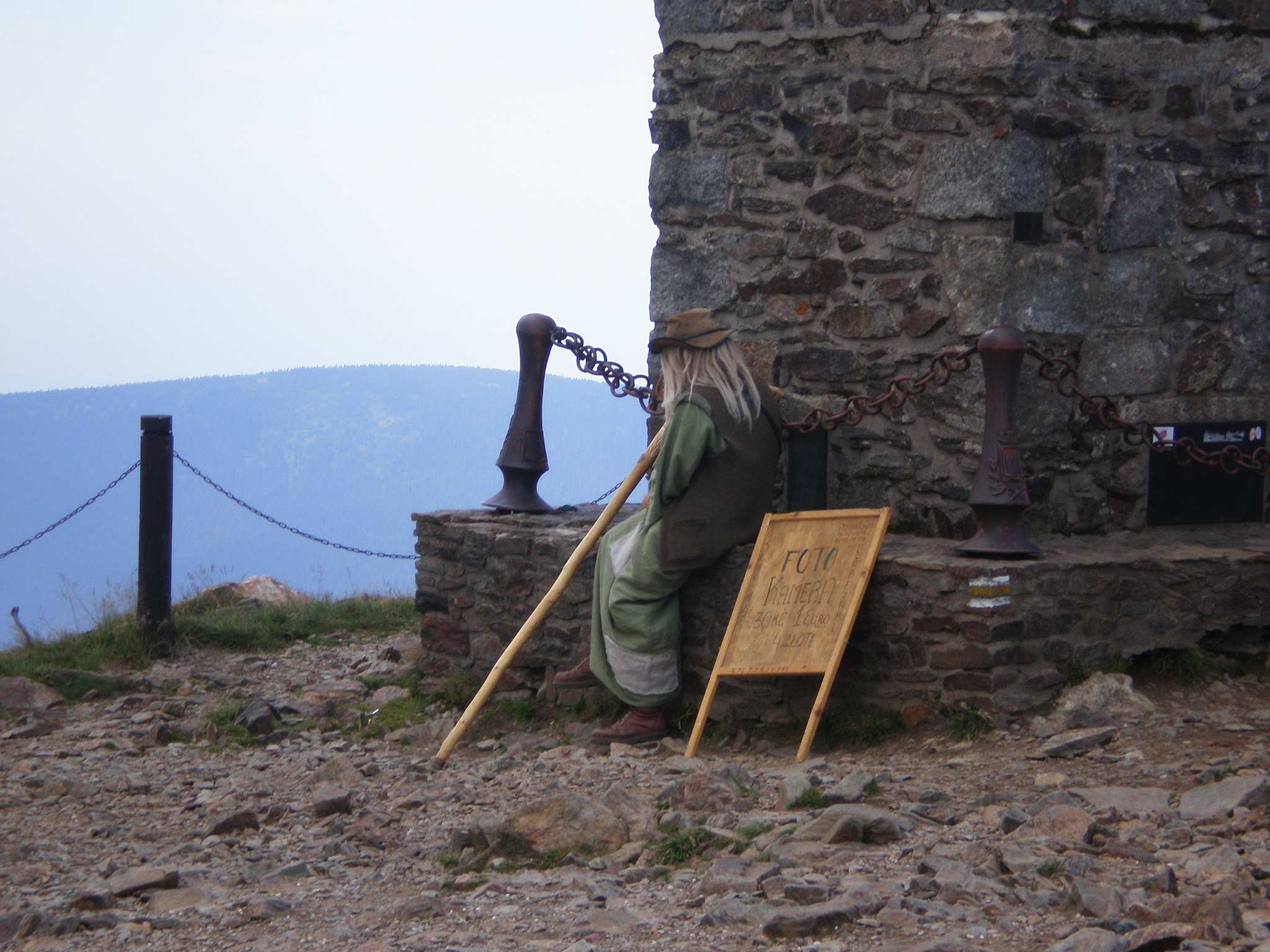
Rübezahl in Sněžka
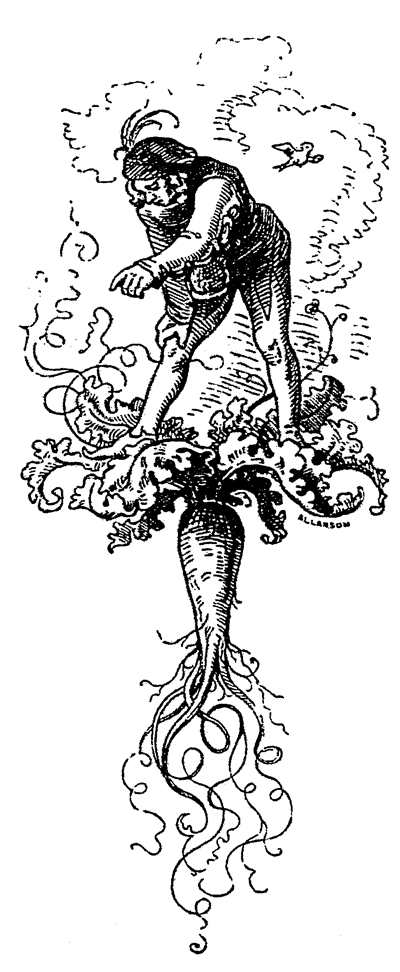
Illustratie bij Volksmährchen der Deutschen (Legenden von Rübezahl, Die Nymphe des Brunnensl) van Johann Karl August Musäus